# Archiminolia
Archiminolia is een geslacht van weekdieren uit de klasse van de Gastropoda (slakken).

## Soorten
- Archiminolia dawsoni (B. A. Marshall, 1979)
- Archiminolia diplax B. A. Marshall, 1999
- Archiminolia episcopalis B. A. Marshall, 1999
- Archiminolia hurleyi (B. A. Marshall, 1979)
- Archiminolia iridescens (Habe, 1961)
- Archiminolia katoi (Kuroda & Habe, 1961)
- Archiminolia meridiana (Dell, 1953)
- Archiminolia oleacea (Hedley & Petterd, 1906)
- Archiminolia ostreion Vilvens, 2009
- Archiminolia ptykte Vilvens, 2009
- Archiminolia regalis B. A. Marshall, 1999
- Archiminolia strobilos Vilvens, 2009
- Archiminolia tenuiseptum B. A. Marshall, 1999
- Archiminolia wanganellica B. A. Marshall, 1999
- Archiminolia ziczac (Kuroda & Habe, 1971)